# Oncidiinae
Oncidiinae, podtribus kaćunovki smješten u tribus Cymbidieae, dio potporodice Epidendroideae. Postoji šezdesetak priznatih rodova.

## Rodovi
1. Psychopsis Raf. (4 spp.)
2. Psychopsiella Lückel & Braem (1 sp.)
3. Trichopilia Lindl. (43 spp.)
4. Cuitlauzina La Llave & Lex. (9 spp.)
5. Rossioglossum (Schltr.) Garay & G. C. Kenn. (12 spp.)
6. Cohniella Pfitzer (26 spp.)
7. Trichocentrum Poepp. & Endl. (65 spp.)
8. Grandiphyllum Docha Neto (11 spp.)
9. Saundersia Rchb. fil. (2 spp.)
10. Lockhartia Hook. (33 spp.)
11. Ornithocephalus Hook. (54 spp.)
12. Dunstervillea Garay (1 sp.)
13. Caluera Dodson & Determann (5 spp.)
14. Eloyella P. Ortiz (10 spp.)
15. Zygostates Lindl. (28 spp.)
16. Phymatidium Lindl. (10 spp.)
17. Rauhiella Pabst & P. I. S. Braga (3 spp.)
18. Chytroglossa Rchb. fil. (3 spp.)
19. Thysanoglossa Porto & Brade (3 spp.)
20. Platyrhiza Barb. Rodr. (1 sp.)
21. Hintonella Ames (1 sp.)
22. Centroglossa Barb. Rodr. (7 spp.)
23. Trichoceros Kunth (9 spp.)
24. Telipogon Mutis ex Kunth (247 spp.)
25. Hofmeisterella Rchb. fil. (3 spp.)
26. Fernandezia Lindl. (104 spp.)
27. Vitekorchis Romowicz & Szlach. (7 spp.)
28. Oncidium Sw. (374 spp.)
29. Ecuadorella Dodson & G. A. Romero (3 spp.)
30. Nohawilliamsia M. W. Chase & Whitten (1 sp.)
31. Otoglossum (Schltr.) Garay & Dunst. (24 spp.)
32. Cyrtochiloides N. H. Williams & M. W. Chase (3 spp.)
33. Miltoniopsis God.-Leb. (6 spp.)
34. Caucaea Schltr. (26 spp.)
35. Cyrtochilum Kunth (204 spp.)
36. Miltonia Lindl. (11 spp.)
37. Cischweinfia Dressler & N. H. Williams (11 spp.)
38. Oliveriana Rchb. fil. (14 spp.)
39. Systeloglossum Schltr. (5 spp.)
40. Aspasia Lindl. (7 spp.)
41. Brassia R. Br. (67 spp.)
42. Tolumnia Raf. (26 spp.)
43. Erycina Lindl. (7 spp.)
44. Rhynchostele Rchb. fil. (18 spp.)
45. Notyliopsis P. Ortiz (1 sp.)
46. Zelenkoa Chase & Williams (1 sp.)
47. Gomesa R. Br. (139 spp.)
48. Solenidium Lindl. (3 spp.)
49. Capanemia Barb. Rodr. (17 spp.)
50. Plectrophora H. Focke (9 spp.)
51. Leochilus Knowles & Westc. (14 spp.)
52. Pterostemma Kraenzl. (6 spp.)
53. Schunkea Senghas (1 sp.)
54. Suarezia Dodson (1 sp.)
55. Sanderella Kuntze (2 spp.)
56. Rodriguezia Ruiz & Pav. (48 spp.)
57. Seegeriella Senghas (3 spp.)
58. Warmingia Rchb. fil. (4 spp.)
59. Macradenia R. Br. (10 spp.)
60. Trizeuxis Lindl. (1 sp.)
61. Macroclinium Barb. Rodr. (48 spp.)
62. Santanderella P. Ortiz (1 sp.)
63. Cypholoron Dodson & Dressler (2 spp.)
64. Notylia Lindl. (52 spp.)
65. Polyotidium Garay (1 sp.)
66. Sutrina Lindl. (2 spp.)
67. Ionopsis Kunth (7 spp.)
68. Comparettia Poepp. & Endl. (88 spp.)
69. Quekettia Lindl. (7 spp.)
70. Archivea Christenson & Jenny (1 sp.)